# Pityopus californicus
Pityopus californicus (Eastw.) H.F.Copel. – gatunek z monotypowego rodzaju roślin Pityopus z rodziny wrzosowatych (Ericaceae). Występuje w zachodniej części Stanów Zjednoczonych od Waszyngtonu, poprzez Oregon, po Kalifornię. Jest bezzieleniowym myko-heterotrofem występującym w wilgotnych miejscach w iglastych i mieszanych lasach na rzędnych do 1800 m n.p.m.
Nazwa rodzajowa utworzona została z greckich słów pityos – sosna i pous – stopa, w nawiązaniu do miejsc występowania.

## Morfologia
PokrójRoślina bezzieleniowa, bez łodygi i liści – rozwijająca jedynie kwiatostan.
KwiatyZebrane we wzniesiony kwiatostan groniasty lub wierzchotkowy, osiągający wysokość do 4 cm i średnicę od 0,5 do 2 cm. Kwiatostan ma barwę kremową do żółtawej. Kwiaty rozwijają się na wzniesionych szypułkach, wydłużających się w czasie owocowania. Wsparte są przysadkami o długości 0,5–2 cm. Kwiaty są promieniste. Działki kielicha w liczbie 4 (rzadko jest ich 5) są wolne, jedna para jest łódeczkowata, a druga płaska. Płatki walcowato-dzwonkowatej korony są 4, rzadziej jest ich 5, są tej samej barwy jak cały kwiatostan, od zewnątrz nagie, a od wewnątrz gęsto owłosione. Osiągają 1–1,5 cm długości, u nasady są nieco rozdęte, na wierzchołku zaokrąglone. Pręciki w liczbie 8 schowane są w rurce korony. Ich nitki są cienkie i owłosione, pylniki bez pazurków, podkowiasto wygięte, otwierają się jednym pęknięciem. Zalążnia powstaje z 5 (rzadziej 4) owocolistków, jest jednokomorowa, z prostą, tęgą szyjką słupka na szczycie z pępkowato wgłębionym znamieniem, pod spodem z pierścieniem gęstych włosków.
OwocProsto wzniesiona mięsista jagoda o średnicy 5–10 mm, zawierająca 25–100 jajowatych i nieoskrzydlonych nasion.

## Systematyka
Pozycja systematyczna
Gatunek z monotypowego rodzaju roślin Pityopus Small, będącego jednym z kilku z plemienia Monotropeae z podrodziny Monotropoideae Arnott (syn. Hypopityaceae Link, Monotropaceae Nuttall, nom. cons., Pyrolaceae Lindley, nom. cons.) w obrębie rodziny wrzosowatych Ericaceae Jussieu z rzędu wrzosowców Ericales Dumortier.